# Kazuhito Kishida
Kazuhito Kishida (født 3. april 1990) er en japansk fodboldspiller, som spiller for den japanske fodboldklub Renofa Yamaguchi FC.